# Нандус індійський
Інді́йський або га́нгський нандус (Nandus nandus, англ. Gangetic leaffish, нім. Indischer Vielstachler) — типовий вид роду нандус і родини нандові окуні.
Поширений у тихих водоймах Пакистану, Індії, Непалу, Бангладеш, М'янми, Таїланду, переважно прісних, але зустрічається й в солонуватих водах. Водиться в озерах, водосховищах, каналах, канавах на заливних рисових полях. Зазвичай ці риби нерухомо стоять у хащі рослин. Типові хижаки, харчуються водяними комахами і рибами.
Максимальна довжина індійського нандуса становить 20 см, але зазвичай риби бувають меншими (до 15 см). Тіло помірно витягнуте в довжину, високе, сильно стиснуте з боків. Голова велика, майже повністю вкрита лускою. Очі великі і жваві. Рот великий, глибоко вирізаний, нижня щелепа виступає вперед. Він може сильно висовуватись вперед, значно розширюючи при цьому ротовий отвір. Паща вкрита численними дрібними гострими зубами.
Спинний плавець має 12-14 твердих променів і 11-13 м'яких, анальний — 3 твердих і 7-9 м'яких променів.

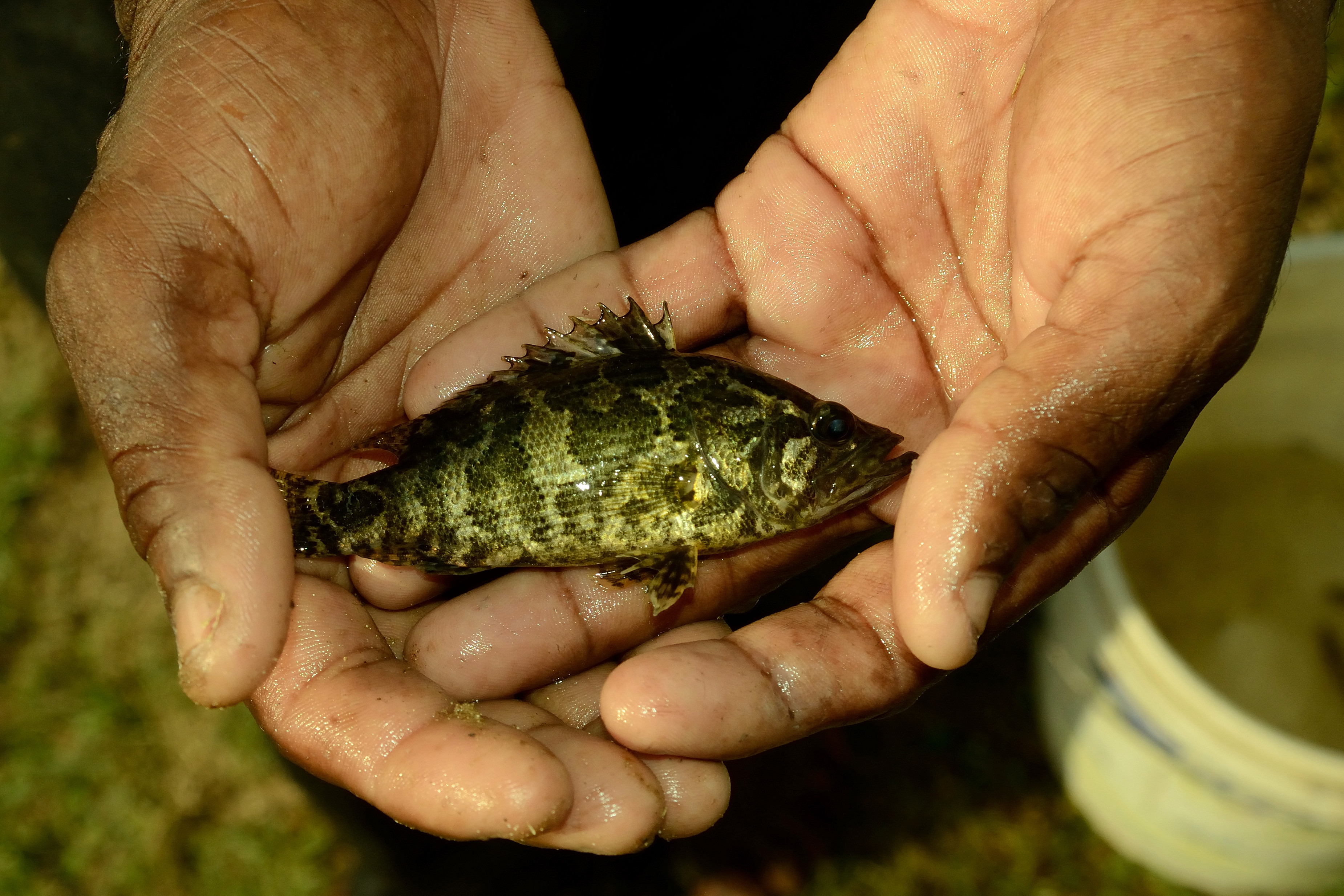

Забарвлення понуре й невиразне, складається коричневих плям, що утворюють мармуровий малюнок на оливковому тлі. Спина доволі темна, черевна частина має червонуватий відтінок. Мармуровий малюнок поширюється й на спинний плавець, решта плавців мають лише окремі плями. Інтенсивність забарвлення може змінюватись залежно від настрою і стану риб.
Статеві відмінності невиразні. Самці мають більші плавці й темніше забарвлення.
Нандуси високо цінуються місцевими рибалками і продаються у свіжому вигляді. Іноді зустрічаються в акваріумах.
Потребують просторих акваріумів з густою рослинністю і великою кількістю схованок. Ці риби — ненажери, потребують міцного живого корму, найкраще — дрібних риб. Температура в межах 22°C—26 °C, показник pH 6,5-7,5, твердість води 6-8 dH.
У неволі природним шляхом цей вид не розмножується.